# مقاطعة هيل (ألاباما)
مقاطعة هيل (بالإنجليزية: Hale County, Alabama)‏ هي إحدى مقاطعات ولاية ألاباما في الولايات المتحدة. تأسست سنة 1867، بلغ عدد سكانها 15760 نسمة في عام 2010 حسب إحصاء مكتب تعداد الولايات المتحدة وتصل الكثافة السكانية فيها 9.4 نسمة/كم2.

## أعلام
- ويستون فولتون